# 船泊遺跡
船泊遺跡（ふなどまりいせき）は、北海道礼文郡礼文町大字船泊村にある縄文時代の遺跡である。大量の土器、石器、骨角器、貝製品などが出土しており、そのうち主な出土品は北海道船泊遺跡出土品として2013年に重要文化財に指定されている。
2019年にこの遺跡の墓抗から発掘された遺骨についてゲノム解析が行われた。寒冷地であるため比較的DNAの保存状態がよかったものと考えられている。